# Павел Емилий Лепид
Павел Емилий Лепид или може би Луций Емилий Лепид Павел (на латински: Paullus Aemilius Lepidus; Lucius Aemilius Lepidus Paullus; * ок. 77 пр.н.е.; † ок. 14 пр.н.е. или 13 пр.н.е.) e сенатор от края на Римската република и ранната Империя.

## Биография
Той е от рода Емилии, клон Лепид. Син е на Луций Емилий Павел (консул през 50 пр.н.е.) и така племенник на триумвира Марк Емилий Лепид.
Първия му брак е с Корнелия Сципиона, дъщеря на Скрибония. От този брак има децата Луций Емилий Павел, Марк Емилий Лепид (консули през 1 г. и 6 г.) и Емилия Лепида (родена през 22 пр.н.е.). След смъртта на Скрибония Лепид се жени за Клавдия Марцела Младша и има с нея син Павел Емилий Регил.
Лепид започва политическата си кариера си като Магистър на Монетния двор (triumvir monetalis). До неговата проскрипция през 43 пр.н.е. за него няма сведения. За убийците на Цезар Марк Юний Брут и Гай Касий Лонгин, Лепид подчинява Крит. След присъединяването му към Октавиан Лепид се бие срещу Секст Помпей. Вероятно затова Лепид става през 34 пр.н.е. суфектконсул. Той довършва като консул строежа на Базилика Емилия.
За следващото време отново няма сведения за него. Лепид е проконсул, не е ясно дали е управител в Азия или в Македония. Сигурно е само, че през 22 пр.н.е. е цензор с Луций Мунаций Планк. Двамата са последните избрани цензорна двойка. Според Велей Патеркул Лепид не е подходящ за тази служба.